# سیب خنده
سیب خنده یک مجموعه تلویزیونی محصول سال ۱۳۷۶ به کارگردانی رضا عطاران و شیرین جاهد، و نویسندگی رضا عطاران، شیرین جاهد، شیما بحرینی، مجید صالحی است که از گروه نوجوان شبکهٔ یک در ۳۵ قسمت پخش شد.

## بازیگران
- یوسف تیموری
- جواد رضویان
- مجید صالحی
- بهراد خرازی
- مجید حامد
- امیر غفارمنش
- اشکان اشتیاق
- سپهر آزادی
- مریم شیرازی
- مهتاب آقا جمالی
- عبدالرضا جعفری